# Autostrada A22 (Francja)
Autostrada A22 (fr. Autoroute A22) – autostrada we Francji w ciągu trasy europejskiej E17.